# Intryga i miłość

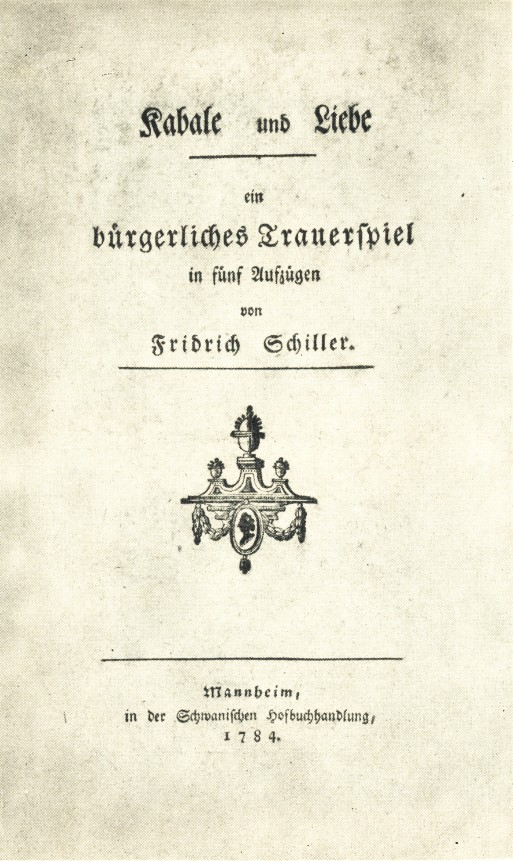
Strona tytułowa pierwszego wydania z 1784 r.

Intryga i miłość (tytuł oryginalny Kabale und Liebe) – tragedia mieszczańska niemieckiego dramaturga Friedricha Schillera. Po raz pierwszy została wystawiona we Frankfurcie nad Menem 15 kwietnia 1784 r., a dwa dni później w obecności autora w Mannheim. Sztuka ukazała się drukiem w 1784 roku w Mannheim. Pierwotnie miała nazywać się Luise Millerin, za radą Augusta Wilhelma Ifflanda autor zmienił tytuł na Intrygę i miłość.
Obierając za podstawę historię miłości arystokraty i dziewczyny z mieszczaństwa ukazuje konflikt dwóch światów: pełnego wartości i zasad świata mieszczańskiego i dążącego do władzy i uciech cielesnych świata arystokracji.
Tragedia ta, we włoskim opracowaniu Salvatore Cammarano, posłużyła Giuseppe Verdiemu za libretto opery Luisa Miller.